# Gadevang Sogn
Gadevang Sogn er et sogn i Hillerød Provsti (Helsingør Stift).
Gadevang Kirke blev i 1904 indviet som filialkirke til Nødebo Kirke. Gadevang blev så et kirkedistrikt i Nødebo Sogn, som hørte til Holbo Herred i Frederiksborg Amt. Det meste af Nødebo Sogn inkl. Gadevang blev ved kommunalreformen i 1970 indlemmet i Hillerød Kommune.
Da kirkedistrikterne blev nedlagt 1. oktober 2010, blev Gadevang Kirkedistrikt udskilt som det selvstændige Gadevang Sogn.
Stednavne, se Nødebo Sogn.